# Eva Ekselius
Astrid Eva Ekselius, född 27 november 1942 i Vetlanda församling i Jönköpings län, är en svensk kulturjournalist och litteraturvetare.

## Biografi
Eva Ekselius är dotter till arkitekt SIR Karl Erik Ekselius och filosofie magister Inga Åselius (omgift Wahlström). Efter studentexamen 1961, studerade hon vid Lunds universitet 1961–1963 och var anställd hos Idun/Vecko-Journalen 1964–1965. Efter avlagd journalistexamen 1966 arbetade hon vid Vecko-Revyn 1966–1967. 1968 kom hon till Dagens Nyheter, där hon var reportagechef 1976–1978, kulturredaktör från 1981 och redaktör för litteratursidan 1983–1986.
1986 blev hon doktorand litteraturvetenskap vid Stockholms universitet och disputerade 1996 på en avhandling om Per Olov Enquist.
Hon började sin författarkarriär med Ensam far, ensam mor (1974), följt av Den ömtåliga människan (1977), Människor i kris (tillsammans med andra 1977) och Våld mot kvinnor (1982).
2023 nominerades hennes Vakna, mitt folk! Det judiska Europa mellan den franska revolutionen och den ryska till Augustpriset i kategorin årets bästa fackbok. År 2024 erhöll hon Lotten von Kræmers pris från Samfundet De Nio och Axel Hirschs pris från Svenska Akademien.

### Familj
Åren 1975–1981 var hon sambo med departementsrådet Jakob Lindberg (född 1938).